# Стецько, Ярослав Семёнович
Яросла́в Семёнович Стецько́ (укр. Ярослав Семенович Стецько, 19 января 1912, Тернополь, Австро-Венгрия — 5 июля 1986, Мюнхен, ФРГ) — украинский политический деятель, активный деятель ОУН(б), с 1941 года — первый заместитель руководителя ОУН(б) Степана Бандеры. В июне-июле 1941 года — председатель Украинского государственного правления. С января 1942 по сентябрь 1944 года находился в корпусе Целленбау, построенном на территории концлагеря Заксенхаузен для содержания политиков европейских стран. В апреле 1946 года возглавил Антибольшевистский блок народов, с 1968 года возглавлял Провод ОУН(б).

## Биография
Родился в семье священника. Окончил с отличием гимназию в Тернополе, изучал в 1929—1934 право и философию в Краковском и Львовском университетах. Был женат на Ярославе Стецько — активной соратнице в политических делах.

### Политическая деятельность
В молодости вступил сначала в подпольную организацию «Українська націоналістична молодь», затем в Украинскую военную организацию и ОУН. С 1932 года Ярослав Стецько — член Краевого Правления ОУН, референт по идеологии и редактор ряда подпольных националистических изданий.
В 1934 году осуждён польским судом к 5 годам заключения. Освобождён в 1937 году по общей амнистии. В январе 1938 года основатель УВО и ОУН полковник Е. Коновалец поручил Стецько подготовить очередной Съезд ОУН, и в 1939 году Стецько принимает участие в Римском конгрессе ОУН.
В это же время в ОУН возникли трения между сторонниками нового руководителя А. Мельника и оппозицией во главе со С. Бандерой. Стецько встал на сторону последнего.

### Во время Второй мировой войны
В феврале 1940 года Стецько был одним из инициаторов создания в Кракове Революционного Правления ОУН (сторонников Бандеры), а на II Большом съезде ОУН в апреле того же года в Кракове он был избран заместителем руководителя ОУН Степана Бандеры.
Сразу после нападения Германии на СССР Я. Стецько вместе с С. Бандерой оказался на территории СССР. 
В тылах передовых частей немецких войск С. Бандера и Ярослав Стецько с группой сторонников 29 июня прибыли во Львов, где Бандера был задержан и возвращен в Краков, а Стецько на следующий день созвал Украинское национальное собрание, провозгласившее 30 июня 1941 Украинское государство, которое будет вместе с Великой Германией устанавливать новый порядок по всему миру во главе с «вождем украинского народа Степаном Бандерой». Было провозглашено формирование правительства — Украинского государственного правления, которое возглавил Стецько. Один из организаторов Львовского погрома, впоследствии отрицал свою причастность к нему. Известна его цитата: 
|                                                                                          | «Тому стою на становищі винищення жидів і доцільности перенести на Україну німецькі методи екстермінації жидівства, виключаючи їх асиміляцію...» |  | «Поэтому стою на позиции уничтожения евреев и целесообразности перенесения на Украину немецких методов экстерминации еврейства, исключая их ассимиляцию...» |  |
| http://prima.lnu.edu.ua/Subdivisions/um/um_13/13_pdf/14_UM_13_Dyskusii_Kurylo_Khymka.pdf | |  | |  |

Нацисты первоначально планировали появление такого квазинезависимого государства — как следовало из меморандума Розенберга под названием «Общие инструкции всем представителям рейха на оккупированных восточных территориях», в котором указывалось, что «Украина должна стать независимым государством в альянсе с Германией», и из его же речи от 20 июня.
3 июля 1941 года Стецько написал письмо Адольфу Гитлеру, в котором выразил благодарность и восхищение немецкой армией, а также пожелал завершить войну с СССР скорой победой. Данное письмо не было включено в список документов НАН Украины «ОУН в 1941 році».
9 июля 1941 года во Львове на Стецько было совершено вооружённое нападение неизвестного; погиб водитель, но сам Стецько не пострадал.
Начавшееся вооружённое противостояние между сторонниками Мельника и Бандеры выразилось в том, что Бандера и ряд членов ОУН(б), находившиеся в Кракове, были взяты под домашний арест и перевезены в Берлин «для дачи пояснений». Мельник был также взят под домашний арест в Кракове, но вскоре был освобождён. Бандера был помещён под домашний арест в Кракове ещё 5 июля, а 6 июля его отправили в Берлин. Там от Бандеры потребовали прекратить действия против группы Мельника и отозвать Акт 30 июня. 14 июля Бандера был отпущен, но выезд из Берлина ему был запрещён, в то время как Стецько пребывал в Берлине вполне легально. Домашний арест не мешал им заниматься руководством ОУН — к ним прибывали люди с информацией с Украины, а они направляли обратно письма и указания.
3 августа оба руководителя ОУН(б) направляют свои письма Гитлеру в связи с присоединением Галиции к Генерал-губернаторству.
Успехи немецкой армии и быстрое продвижение на восток с середине сентября 1941 стали поводом для Гитлера окончательно отказаться от идеи появления украинского государства. К наиболее активным членам ОУН(б) в Генерал-губернаторстве были применены репрессии. 12 сентября офицер Вермахта и специалист по «украинскому вопросу» Ганс Кох встретился в Берлине со Стецько, Бандерой и членом Украинского государственного правления по иностранным делам Владимиром Стахивым и потребовал от них отозвать Акт о провозглашении Украинского государства, однако все трое отказались. Через три дня после этого Стецько был арестован и помещен в берлинскую тюрьму Александрплатц, а 24 января 1942 года переведен в специальный корпус на территории концлагеря Заксенхаузен, где уже пребывали различные политические персоны.
Стецько находился в концлагере до сентября 1944 года После освобождения Стецько, вместе с рядом других деятелей ОУН, согласившись на сотрудничество с немцами, участвовал в организации баз «Вервольфа» в баварских лесах, затем бежал в американскую зону оккупации, был по дороге тяжело ранен.
На проходившей в начале 1945 года на Западной Украине встрече руководства ОУН и УПА было признано нецелесообразным с политической и точки зрения безопасности возвращение Бандеры и Стецько на территорию Украины. В марте 1945 года в Вене прошла встреча уполномоченных руководством ОУН в Западной Украине (В. Охримовича, М. Прокопа, Дарьи Ребет и М. Лебедя) с С. Бандерой, по результатам которой был создан заграничный центр ОУН(б) — ЗЦ ОУН.

### Послевоенный период
В 1946 году Ярослав Стецько возглавил Антибольшевистский блок народов (АБН), президентом которого оставался до конца жизни. Был активным деятелем антикоммунистического движения, организовал представительство АБН в Тайбэе (Тайвань) в 1971 году (до этого АБН длительное время сотрудничал с тайваньской Китайской антикоммунистической лигой), принял активное участие в организации в 1970 году в Токио Мировой антикоммунистической лиги, в которой Стецько был постоянным членом правления. В 1968 году избран председателем Правления ОУН(б), которое возглавлял до конца жизни.
В 60-е годы Стецько продолжал придерживаться антисемитских взглядов, рассматривая евреев как помощников большевиков в осуществлении геноцида украинцев.
По данным американского исследователя Расса Белланта, Стецько пользовался поддержкой США. Во время правления Р. Рейгана Белый дом привлекал его к своим делам и считал серьезным лидером. В его честь даже был дан обед, в котором участвовали представитель США при ООН Джин Киркпатрик, Джордж Буш-старший как вице-президент и сам Рональд Рейган.
Умер и похоронен в Мюнхене.

## Память
16 мая 2007 года президент Украины Ющенко издал Указ, согласно которому должны быть установлены памятные даты, названы улицы и создан музей семьи Стецько в г. Киеве.
В настоящее время монументальные памятники Ярославу Стецько воздвигнуты в следующих местах:
- г. Стрый Львовской области. Бронзовый бюст на высоком гранитном постаменте.
- Тернополь — бронзовый бюст на гранитном постаменте.
- с. Каменки Подволочиского района Тернопольской области. Бронзовый бюст на высоком постаменте. Открыт в 1995 г. 28 сентября 2010 г. бюст был повреждён вандалами, но спустя четыре месяца был полностью отреставрирован и 4 января 2011 г. открыт вновь[15].
- с. Великий Глубочёк Тернопольской области. Бронзовая статуя на гранитном постаменте.
- с. Воля-Задеревацкая Львовской области. На одной из белокаменных стел на аллее борцов за независимость Украины находится бронзовый барельеф Ярослава Стецько.

## Галерея

Бюст Ярославу Стецько в Тернополе
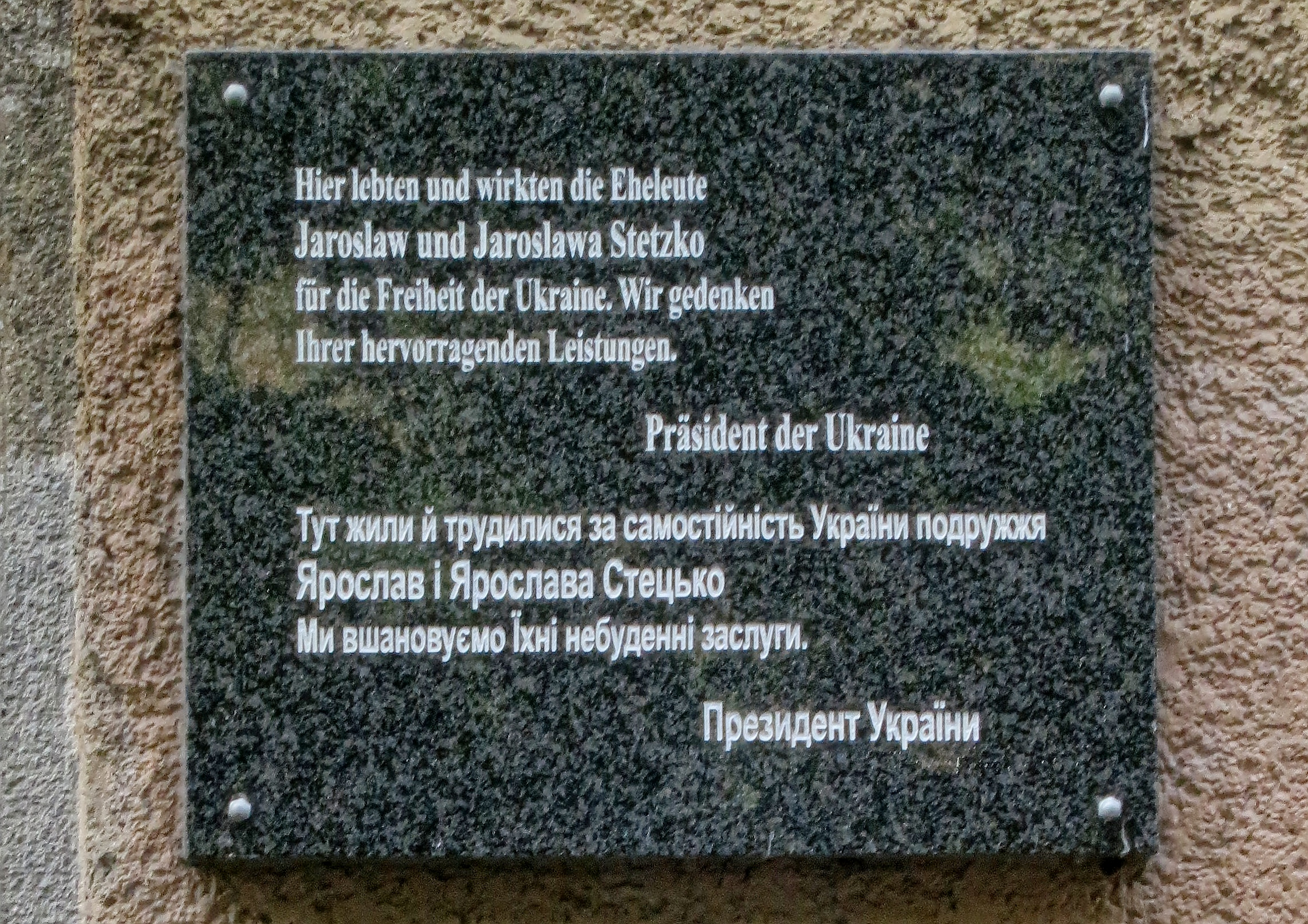
Мемориальная доска на улице Цеппелинштрасе в Мюнхене в честь Ярослава Стецько и его жены
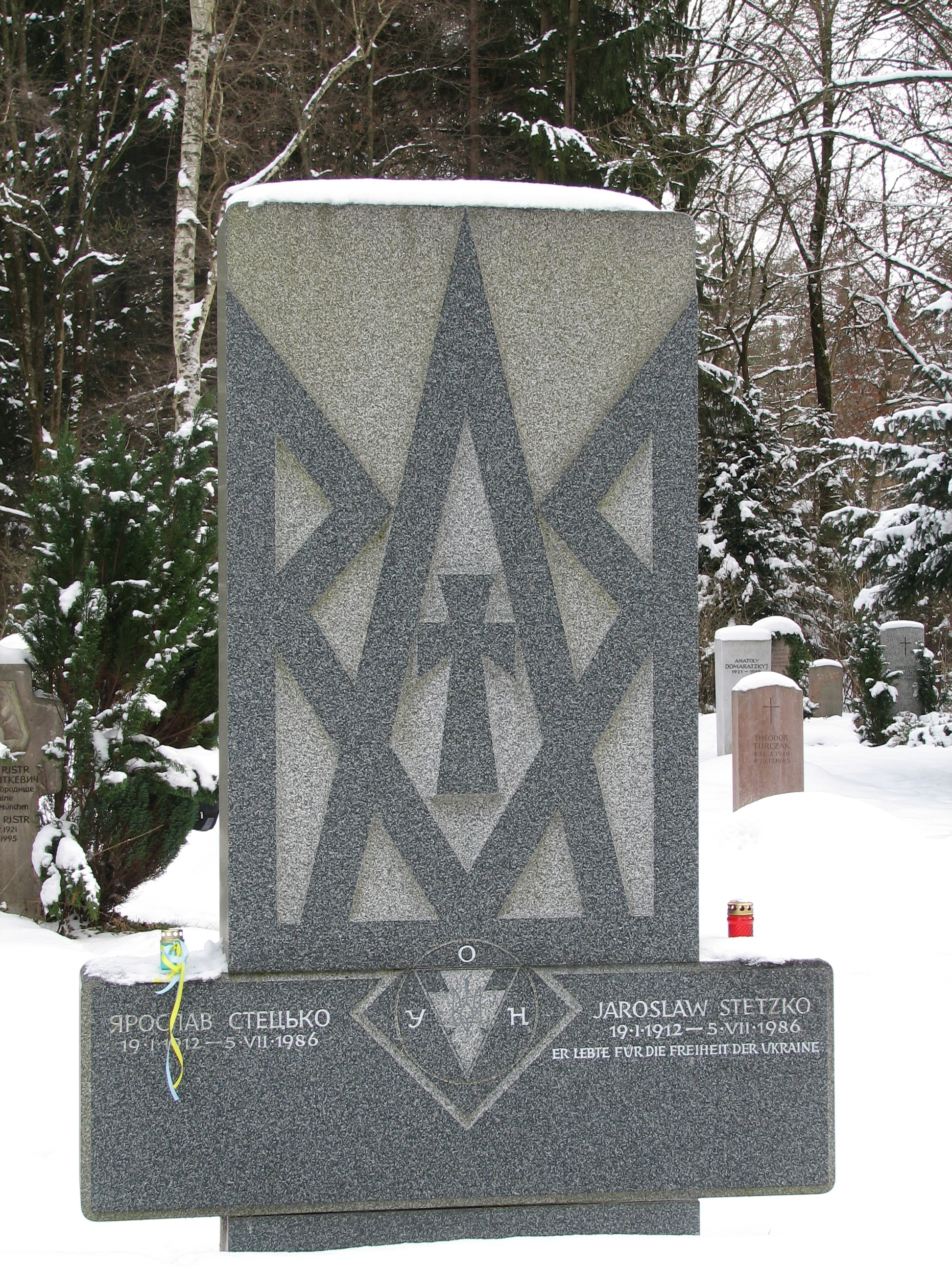
Могила Ярослава Стецько на кладбище Вальдфридхоф